# جبل الثليم
جبل الثُلّيم أو جبل برقاء هو أحد جبال محافظة الأحساء ويقع غربي مدينة العيون بمسافة واحد كيلو متر في المنطقة الشرقية من المملكة العربية السعودية في شبه الجزيرة العربية ويسمى أيضاً بجبل أبو رمانتين وكذلك باسم برقاء.

## أصل التسمية
وسمي الجبل بهذا الاسم لوجود فرجة كبیرة كالثلم، ترى من الشرق إلى الغرب.

## الوصف
یمتد من الشمال إلى الجنوب، بالإضافة إلى جبلين آخرين أحدهما شرقي والآخر غربي، وھي منفصلة عن بعضها، تتخللھا منخفضات من الماء حيث تجتمع فیھا میاه الأمطار، وتبقى فیھا طوال الموسم. ويشتهر بتكوينه الرسوبي وهو غني بحجر الجِص والذي يدخل في صناعة الاسمنت بوساطة مصنع الاسمنت الموجود بالقرب منه، وهو جبل يشبه القطار لطول شكله.
تتسبب السيول الفائضة والزائدة من منسوب الأمطارالمتجمعة من جبل الثليم في فياضانات في مدينة العيون.

## التاريخ
كان جبل الثلیم موطناً لأھالي مدینة العیون قدیما.

## في الشعر
قال الشاعر علي بن المقرب العيوني في العيون عام (572 هـ)، وتوفي فيها عام (630 هـ)، وهو شاعر فحل قد ذكر الثليم:

## السياحة
توجد بالقرب من جبل الثلیم متنزه سیل السدرة الواقع في مدینة العیون والذي يشهد إقبالاً كبیراً من العائلات للاستمتاع  بطبیعته الجمیلة التي تشكّل عامل جذب للزوار في مواسم الاعیاد والافراح.
یقول الشاعر سعد الثنیان:«من الممكن استثمار الجبل سیاحیاً، لوقوعه على شارع الظھران، وھو خط تجاري یربط بین عدد من مناطق المملكة، وكذلك یربط دولا خلیجیة ببعضھا». ویقول عبد الرحمن سعود: «الاستثمار مجد وناجح في الجبل، إذا لقي الاھتمام والعنایة بھ من قبل رجال الأعمال في ھذا البلد.»

## وصلات خارجية
- بالفيديو والصور : تعرف على اجواء “جبل الثليم” و “سيل السدرة